# Roudnice
Roudnice è un comune della Repubblica Ceca facente parte del distretto di Hradec Králové, nella regione omonima.